# Bad to Me
«Bad to Me» (с англ. — «Не подходишь мне») — песня, написанная Джоном Ленноном (авторство приписано дуэту Леннон-Маккартни) для группы Билли Джей Крамер и The Dakotas. Она была написана весной 1963 года во время совместного пребывания Джона Леннона и Брайана Эпстайна (менеджера «Битлз») в Барселоне.
Билли Джей Крамер и группа The Dakotas выпустили песню в виде сингла (с песней «I Call Your Name» на стороне «Б») летом 1963 года, данный сингл стал их первым хитом, достигшим первого места в хит-параде UK Singles Chart. Пол Маккартни присутствовал в студии во время записи песни. В следующем году сингл вышел также в США, где достиг первой десятки в хит-парадах, заняв девятую позицию.
Группа «Битлз» не записывала данную песню, однако существует запись демоверсии в исполнении Джона Леннона и, вероятно, Пола Маккартни (либо же Джорджа Харрисона), выполненная весной-летом 1963 года. Данная запись имела хождение на бутлегах, а в декабре 2013 года была официально представлена в онлайн-магазине iTunes Store в составе альбомаThe Beatles Bootleg Recordings 1963.

## Кавер-версиипесни
- Канадский исполнитель Терри Блек выпустил кавер-версию песни на своём дебютном альбоме Only 16 (1965 год)[5].
- Финская группа Hurriganes включила запись песни в свой третий альбом Crazy Days (1975 год)[6].
- Американский исполнитель Лейф Гарретт включил кавер-версию песни в свой дебютный альбом Leif Garrett (1977 год)[7].
- Грэм Паркер записал свою версию песни для альбома Lost Songs of Lennon & McCartney (2003 год), в который вошли кавер-версии семнадцати песен Леннона и Маккартни, исходно выпущенные другими исполнителями[8].
- Записи песни «Bad to Me» в том виде, «в каком она могла бы звучать в исполнении Битлз», были опубликованы Басом Мёйсом (альбом Secret Songs: Lennon & McCartney, 1989 год[9][10]) и австралийской группой The Beatnix (альбом It’s Four You, 1998 год[11].

## Примечание
1. ↑  В тексте ведётся речь о девушке, о которой окружающие считают, что она не подходит исполнителю, однако в конце песни оборот «bad to me» сменяется на «you’re not bad to me» («ты мне вполне подходишь»).